# Dolmen de la Colle (Mons)
Le dolmen de la Colle est un dolmen situé à Mons, dans le département du Var en France.

## Description
L'édifice est situé à un peu moins d'un kilomètre au sud-ouest du dolmen de la Brainée, sur un col à 970 m d'altitude. Il est mentionné par P. Goby en 1929 et Jean Courtin en 1974.
Fortement dégradé, il a fait l'objet d'une restauration en 1990 par Hélène Barge.
Le tumulus est constitué de pierrailles, il mesure environ 10 m de diamètre. C'est un dolmen de petite dimension en calcaire local. La chambre sépulcrale mesure 2,10 m de long pour 1,60 m de large. Elle est délimitée par deux grands orthostates latéraux et une grande dalle de chevet séparés par une rangée de dallettes. Elle ouvre à l'ouest sur un petit couloir dont il ne demeure qu'une grande dalle (1,70 m de long) au sud-est.
Le dolmen a été fouillé à une date inconnue.